# Marianne Williamson
Marianne Deborah Williamson (n. 8 iulie 1952, Houston, Texas, SUA) este un învățător spiritual și autoare a peste zece cărți, patru dintre ele fiind bestseller New York Times.

## Viața și cariera
Marianne Williamson este cea mai mică dintre cei trei copii ai lui Samuel Williamson și Sophie Ann. După absolvirea Liceului Bellaire din Houston, a studiat pentru doi ani teatrul și filosofia la Colegiul Pomona în Claremont, California, înainte de a se muta la New York în dorința formării unei cariere de cântăreață de cabaret.
Marianne Williamson este un conferențiar recunoscut internațional și autoare de cărți bestseller, precum: „A Return to Love”(O întoarcere la iubire), „Healing the Soul of America”(Vindecarea sufletului Americii), „A Woman’s Worth”(Valoarea unei femei), „Illuminata”(Iluminata), „Everyday Grace”(Grația de fiecare zi), „The Gift of Change”(Darul schimbării), „The Age of Miracles”(Vârsta miracolelor), „Enchanted Love” (Iubire magică). Printre alte lucrări, Williamson a organizat multe acte de caritate pe tot cuprinsul țării, pentru oameni cu boli fatale (a fondat proiectul Angel Food, în Los Angeles). A pus totodată bazele campaniei în vederea formării unui Departament American pentru Pace.

## Cărți publicate
- A Return to Love
- Imagine What America Could Be in the 21st Century: Visions of a Better Future from Leading American Thinkers
- Emma & Mommy Talk to God
- Healing the Soul of America: Reclaiming Our Voices as Spiritual Citizens
- A Woman's Worth
- Enchanted Love: The Mystical Power of Intimate Relationships
- Everyday Grace: Having Hope, Finding Forgiveness, And Making Miracles
- Illuminata: A Return to Prayer
- The Gift of Change
- The Law of Divine Compensation: On Work, Money and Miracles

Printre cărțile publicate și în limba română se numără: „Curs de pierdere în greutate”, „Legea compensației divine în profesie, bani și miracole”, „Vârsta miracolelor”.

## Legături externe
- Website oficial;
- Interviu cu Marianne Williamson Arhivat în 20 august 2008, la Wayback Machine.